# 피에르 앙타이

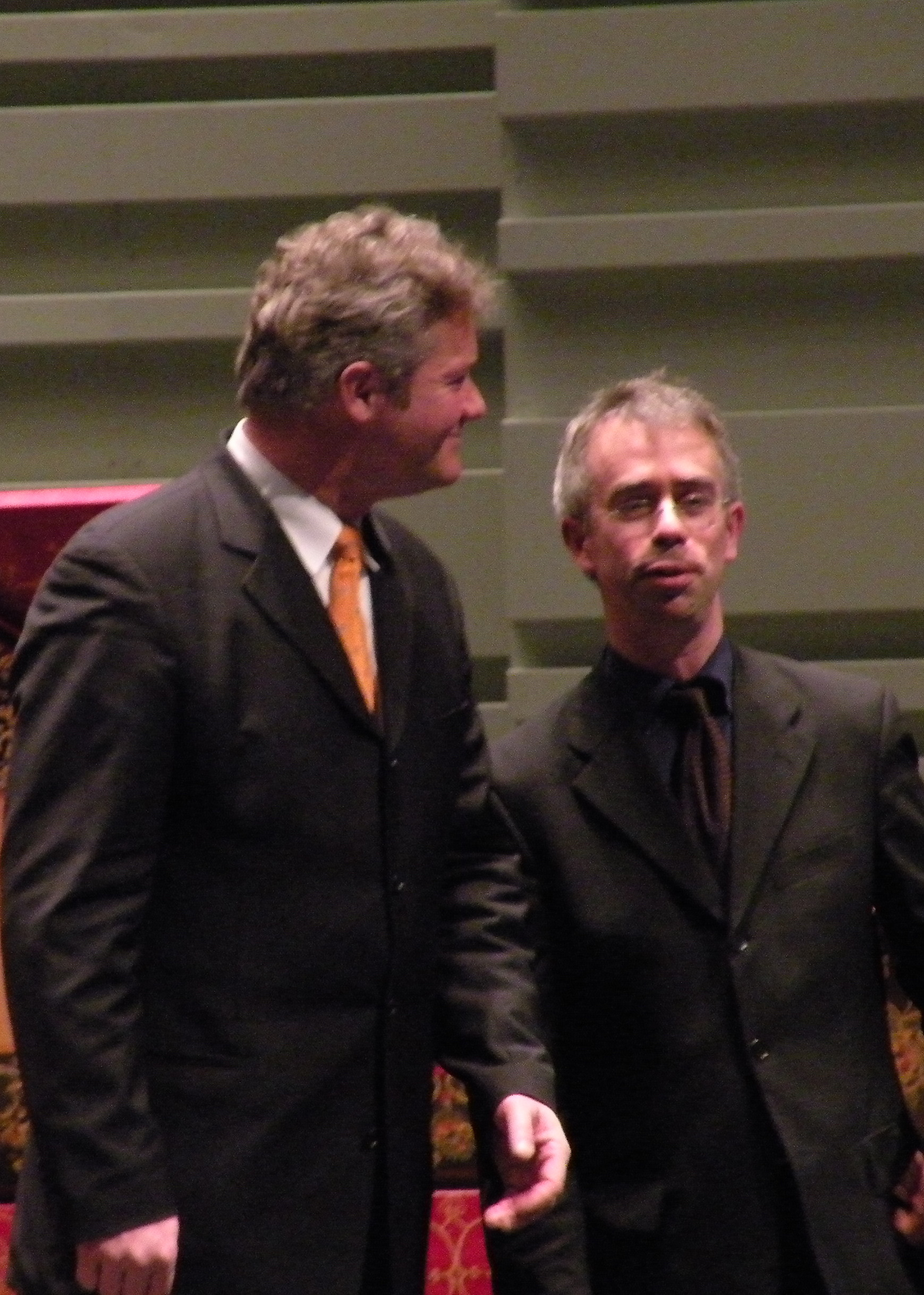

피에르 앙타이 (Pierre Hantaï, 1964년 2월 28일 파리 출생)는 프랑스의 지휘자이자 하프시코드 연주자이다.
화가의 아들인 그는 10살 때 요한 제바스티안 바흐의 음악을 발견했고 11살 때 구스타프 레온하르트의 녹음을 처음 들었다. 그는 11살 때 하프시코드를 배웠고 그의 첫 번째 스승인 미국 하프시코드 연주자인 아서 하스(Arthur Haas)를 만날 때까지 독학으로 배웠다. 이후 암스테르담에서 구스타프 레온하르트와 함께 2년 동안 공부했다. 1983년 브뤼헤 하프시코드 콩쿠르에서 2위를 차지했다.
그의 첫 녹음은 영국의 버지널 연주자와 바흐에 초점을 맞췄다. 그의 가장 영향력 있는 녹음은 10년 간격으로 발매된 두 개의 골트베르크 변주곡 (1993, 2003)와 스카를라티의 소나타 시리즈다.